# Marcia Aitken
Marcia Aitken (sinh năm 1956, Hannah Town, West Kingston, Jamaica) là một ca sĩ reggae nổi tiếng với các bản thu âm của bà vào cuối những năm 1970, được sản xuất bởi Joe Gibbs cùng với Errol Thompson.

## Tiểu sử
Sự đột phá của Aitken vào ngành công nghiệp âm nhạc đã đến khi bà vẫn còn là học sinh tại trường trung học Excelsior - nói theo cách riêng của bà: "Tôi đã hát tại một buổi hòa nhạc ở trường, và Lloyd Park và ban nhạc We the People đã ủng hộ chúng tôi. Họ nói rằng họ thích âm sắc của tôi và tôi đã trở thành thành viên của ban nhạc sau đó. Sau đó tôi bắt đầu thu âm cho Joe Gibbs". Bà tập trung vào những người yêu thích rock và thu âm một phiên bản nổi tiếng của bài hát Alton Ellis "I Still in Love With You" ("I Still in Love with You Boy", được thu âm khi còn ở Excelsior), là một hit số một ở Jamaica và thành công trên các bảng xếp hạng reggae của Vương quốc Anh và Hoa Kỳ, và cũng là cơ sở của "Three Piece Suit" của Trinity và "Uptown Top Ranking" của Althea &amp; Donna. Bà đã có một đĩa đơn số một tại Jamaica khác vào năm 1978 là "My Man", một bản thu âm kết hợp với Trinity. Bà cũng đã thu âm các bài hát của Ansel Cridland của The Meditations, bao gồm "Narrow Minded Man", một lời hồi âm trao chuốt cho "Woman is Like a Shadowg" của The Medations. Aitken đã thu âm một album duy nhất, Reggae Impact, được sản xuất bởi Gibbs và Willie Lindo.
Sau khi hoàn thành trung học năm 1981, Aitken đã giải nghệ lĩnh vực âm nhạc và chuyển đến Brooklyn, nơi bà mở quán ăn Norstrand cùng chồng vào năm 1985. Vào những năm 2000, bà đã học lấy bằng Quản trị Kinh doanh. Sau đó, bà chuyển sang trở thành điều dưỡng viên trong hơn hai mươi năm.
Aitken trở lại thu âm với album Conception to Redemption năm 2014, bao gồm các phiên bản phúc âm của một số bài hát trước đây của bà.

## Danh sách đĩa hát

### Album
- - eggae Impact (1981) Joe Gibbs
  - Conception to Redemption (2014)

### Đĩa đơn
- - "Narrow Minded Man" (1975) Belmont
  - "I'm Still in Love with You Boy" (1977) Belmont JA #1
  - "Blouse and Skirt" (with [./https://en.wikipedia.org/wiki/Trinity_(musician) Trinity])
  - "My Man" (1978) (with Trinity) JA #1
  - "Closer I Get to You" (1979) Joe Gibbs (with [./https://en.wikipedia.org/wiki/Ruddy_Thomas Ruddy Thomas])
  - "Danger in Your Eyes" (1979) Joe Gibbs